# Chūō Gōdō Chōsha
Chūō Gōdō Chōsha (jap. 中央合同庁舎, wörtlich: „zentrales, vereinigtes Amtsgebäude“, engl. Central Government Building) bezeichnet die Amtsgebäude der Ministerien des Japanischen Kabinetts und nachgeordneter Behörden in Kasumigaseki zu beiden Seiten der Allee Sakurada-dōri (桜田通り), sowie in Nagatachō, jeweils im Tokioter Bezirk Chiyoda.

## Gebäude 1

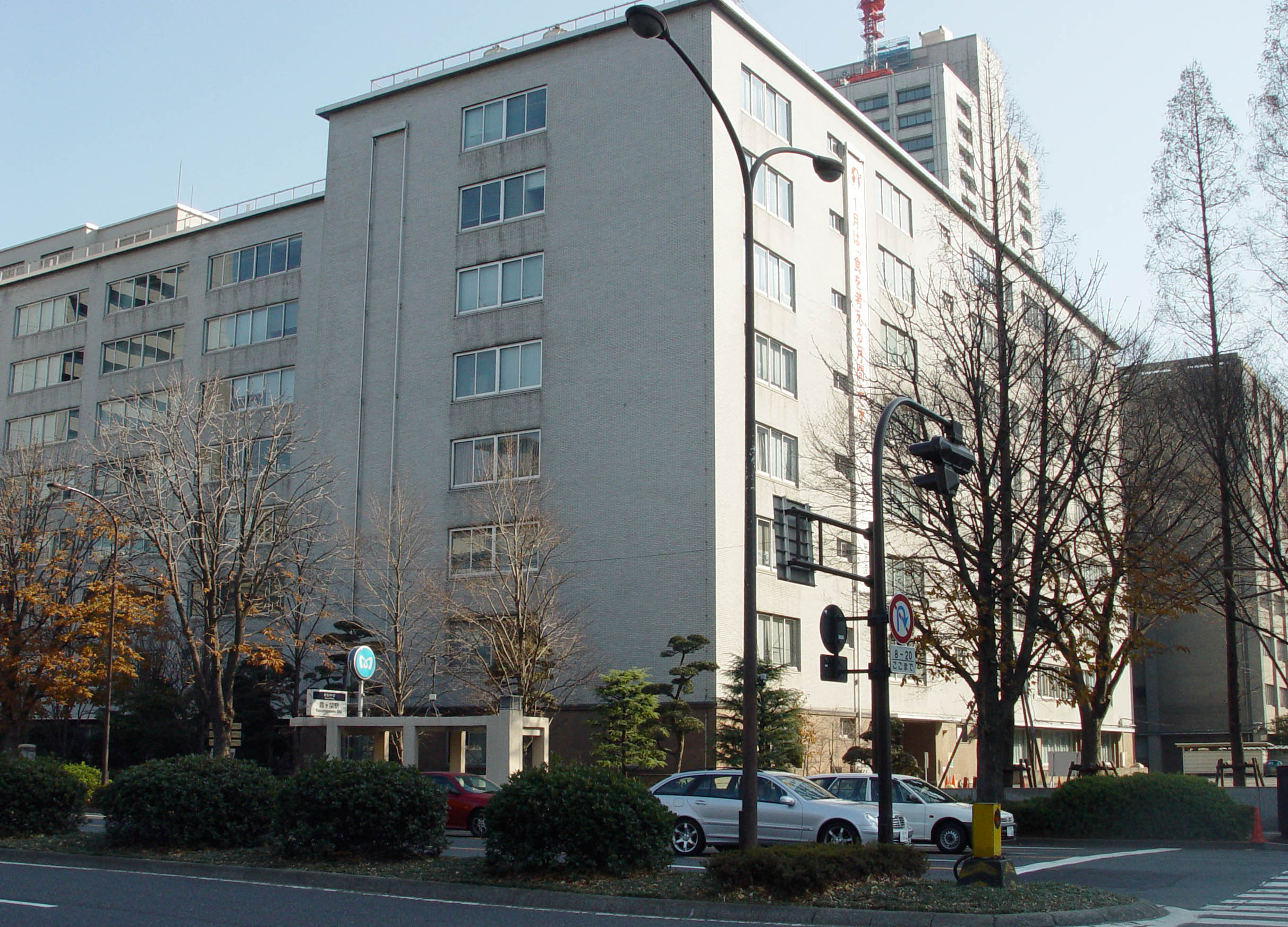
Gebäude 1

Gebäude 1 (中央合同庁舎第1号館, Chūō gōdō chōsha dai-1-gōkan, 35° 40′ 25,6″ N, 139° 45′ 6,1″ O, Adresse: Kasumigaseki 1-2-1) erstreckt sich über 5.984 m² in Form eines E und besitzt acht oberirdische und ein unterirdisches Stockwerk mit einer Grundfläche von 48.009 m². Zum Komplex gehören zwei gleich hohe und -tiefe Nebengebäude: ein südöstliches Nebengebäude (別館, bekkan) auf einer Fläche von 1.968 m² mit einer Grundfläche von 17.478 m² und ein nördliches Nebengebäude (北別館, kita-bekkan) auf einer Fläche von 1.388 m² mit einer Grundfläche von 14.139 m².
Aufgrund der schwierigen Versorgungslage mit Lebensmitteln nach dem Krieg, begannen 1949 die Planungen für das Gebäude um dem Ministerium für Landwirtschaft und Forsten eine passende Unterbringung zu ermöglichen. Das Hauptgebäude wurde 1953 fertiggestellt und war das erste wirklich feuerfeste Gebäude der Nachkriegszeit. 1964 folgte das kita-bekkan und ein Jahr darauf das bekkan.
In dem Gebäudekomplex sitzen das Ministerium für Landwirtschaft, Forsten und Fischerei, sowie die jeweils nachgeordnete Forst- und Fischereibehörde.

## Gebäude 2

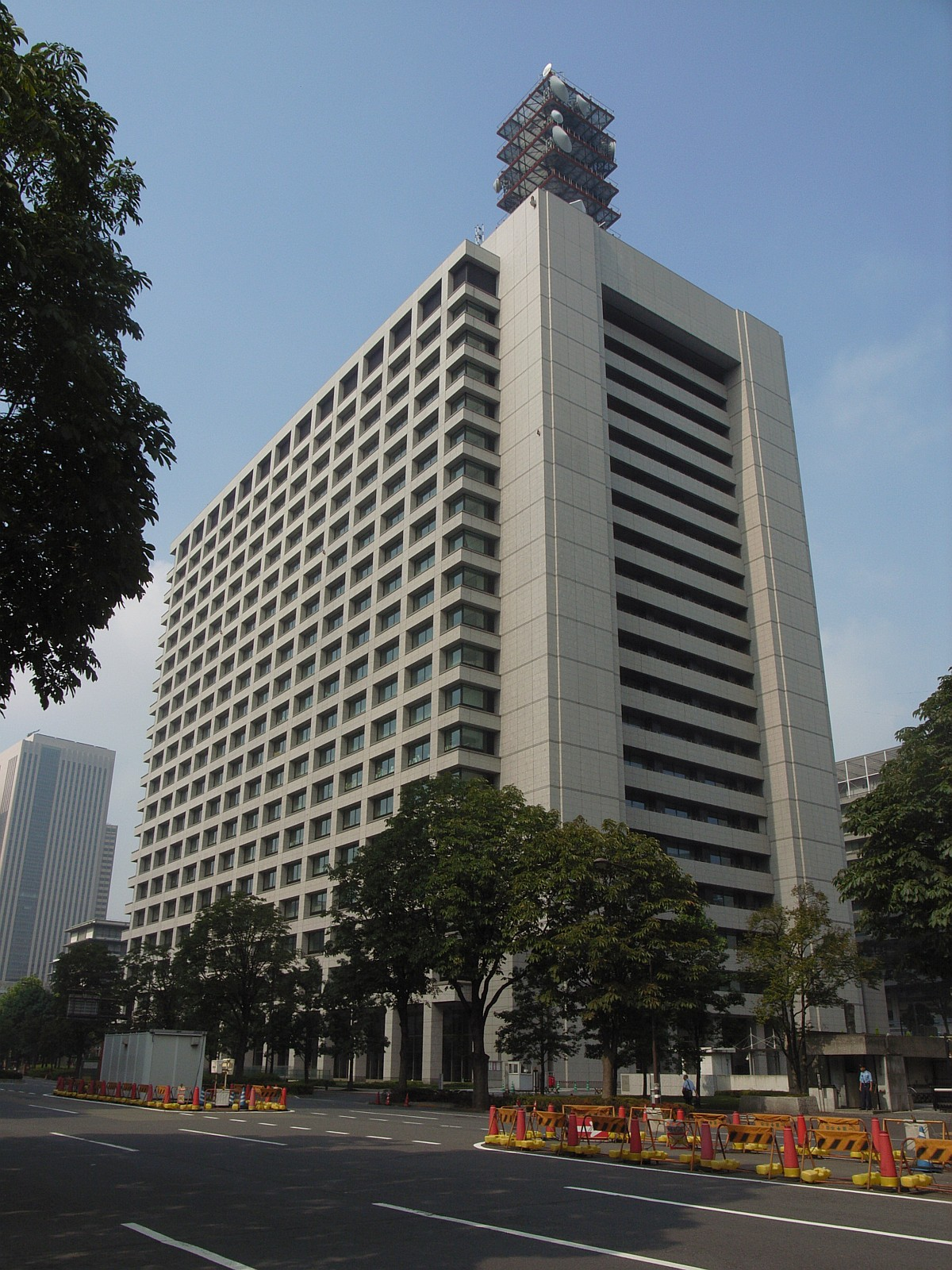
Gebäude 2

Gebäude 2 (中央合同庁舎第2号館, Chūō gōdō chōsha dai-2-gōkan, 35° 40′ 31,9″ N, 139° 45′ 4,6″ O, Adresse: Kasumigaseki 2-1-2) erstreckt sich auf eine Fläche von 5.677 m² und besteht aus 21 oberirdischen, 4 unterirdischen Stockwerken sowie einem separaten Aufbau auf dem Dach. Die Grundfläche beträgt 114.653 m² und die Gebäudehöhe 90,6 m bzw. 99,5 m mit den Aufbauten, wobei es sich zusätzlich noch 22,35 m in den Boden erstreckt.
Das heutige Gebäude wurde 2001 fertiggestellt und ersetzte das frühere Gebäude 2 auch Jinjiin Building genannt. Dieses ältere Gebäude beherbergte das alte Innenministerium, wurde 1933 errichtet und ähnelte architektonisch dem heute noch existierenden Gebäude des früheren Kultusministeriums aus demselben Jahr beim Gebäude 7.
Gebäude 2 beherbergt:
- Innenministerium,
  - Katastrophenschutzbehörde,
- Nationale Kommission für Öffentliche Sicherheit,
  - Nationale Polizeibehörde
- sowie folgende nachgeordnete Stellen des Ministeriums für Verkehr und Infrastruktur,
  - Kommission für Verkehrssicherheit,
  - Seegerichtshof.

## Gebäude 3

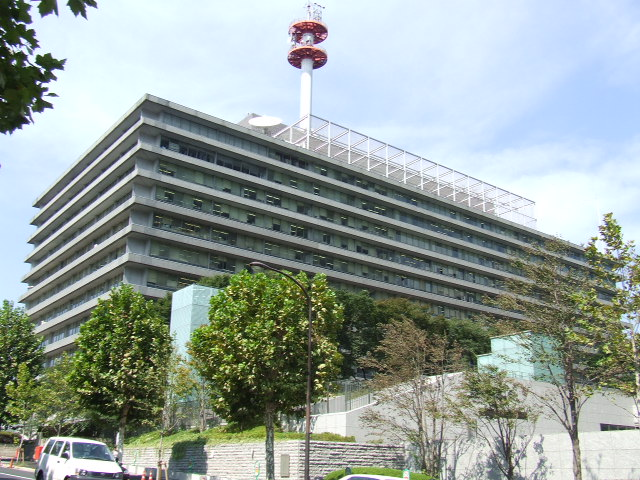
Gebäude 3

Gebäude 3 (中央合同庁舎第3号館, Chūō gōdō chōsha dai-3-gōkan, 35° 40′ 33,7″ N, 139° 45′ 0,3″ O, Adresse: Kasumigaseki 2-1-3) besitzt auf einer Fläche von 7.810 m² 11 oberirdische und 2 unterirdische Stockwerke mit einer Grundfläche von 70.111 m².
Das Gebäude hatte ursprünglich mit Bauende 1966 nur sieben oberirdische Stockwerke. Die heutige Form des Gebäudes mit der Erweiterung auf elf Stockwerke entstand 1973. Von 2000 bis 2002 wurde das Gebäude zum Erdbebenschutz mit einer seismischen Isolierung nachgerüstet, was die größte derartige Bauunternehmung des Landes war.
Das Gebäude beherbergt heute das Ministerium für Verkehr und Infrastruktur sowie die jeweils nachgeordnete Tourismusbehörde und die Küstenwache.

## Gebäude 4

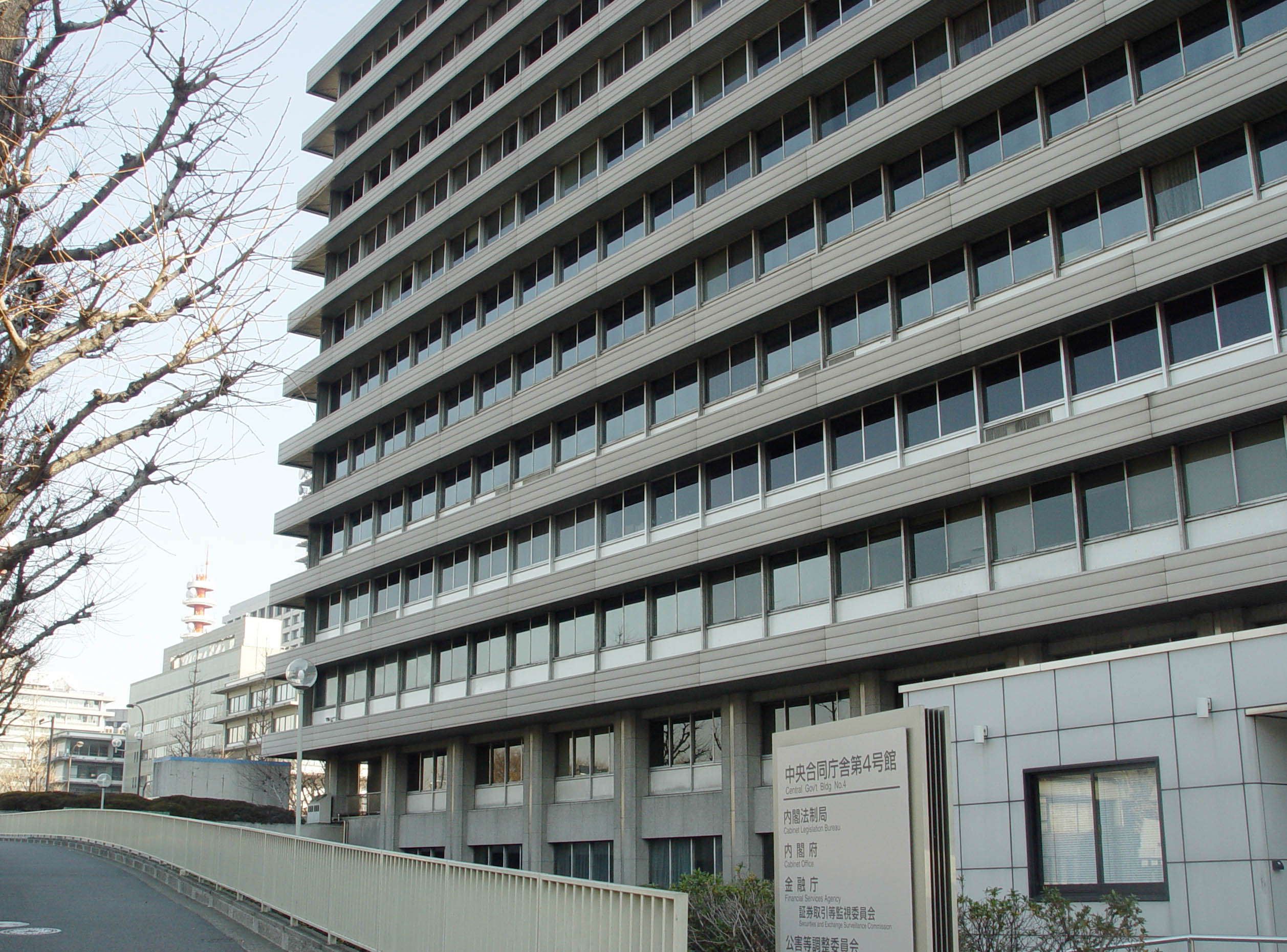
Gebäude 4

Gebäude 4 (中央合同庁舎第4号館, Chūō gōdō chōsha dai-4-gōkan, 35° 40′ 23,3″ N, 139° 44′ 52,8″ O, Adresse: Kasumigaseki 3-1-1) besitzt auf einer Fläche von 3.544 m² 12 oberirdische und 2 unterirdische Stockwerke mit einer Grundfläche von 53.496 m². Das Gebäude wurde 1972 fertiggestellt.
Das Gebäude beherbergt:
- Ministerium für Innere Angelegenheiten und Kommunikation,
- folgende dem Kabinettsbüro nachgeordnete Institutionen:
  - Kokusai Heiwa Kyōryoku Honbu (International Peace Cooperation Headquarters),
  - Legislativbüro des Kabinetts, sowie
- die Kommission zur Regulierung bei Umweltverschmutzungen (公害等調整委員会, kōgaitō iinkai) des Innenministeriums.

Direkt gegenüber befindet sich das Finanzministerium in einem separaten Gebäude, jedoch mit derselben Postadresse.

## Gebäude 5

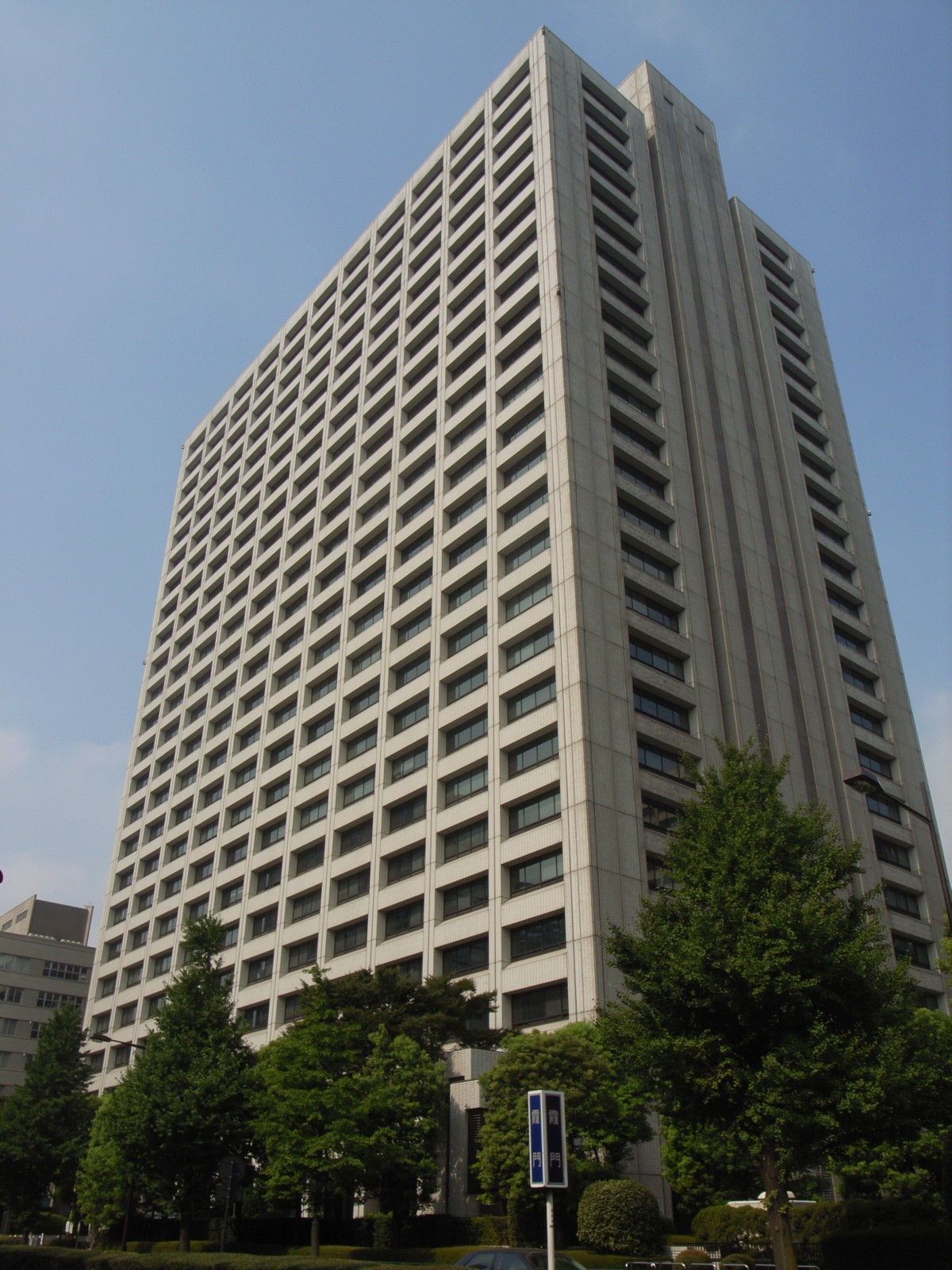
Gebäude 5

Gebäude 5 (中央合同庁舎第5号館, Chūō gōdō chōsha dai-5-gōkan, 35° 40′ 23,8″ N, 139° 45′ 10,8″ O, Adresse: Kasumigaseki 1-2-2) besitzt auf einer Fläche von 6.179 m² 26 oberirdische und 3 unterirdische Stockwerke.
Das Gebäude wurde 1983 errichtet, um das Sozialministerium zu beherbergen, nachdem die Räumlichkeiten des früheren Marineministeriums nicht mehr ausreichten, aber auch für das Arbeitsministerium und die Behörde für (Staats-)Land, die außerhalb des Ministerienviertels von Kasumigaseki lagen. Es war das erste Regierungsgebäude Japans, das als Hochhaus gebaut wurde.
Das Hauptgebäude beherbergt heute:
- Ministerium für Gesundheit, Arbeit und Soziales,
- Umweltministerium, sowie die
- Abteilung für Katastrophenschutz des Kabinettsbüros.

Dem Gebäude 5 ist ebenfalls das benachbarte und 1966 errichtete frühere Gebäude des Familiengerichts Tokio zugeordnet. Dieses erstreckt sich über eine Fläche von 2.095 m² mit acht ober- und zwei unterirdischen Stockwerken mit einer Grundfläche von 16.352 m² und ist heute der Sitz des Jinjiin.

## Gebäude 6

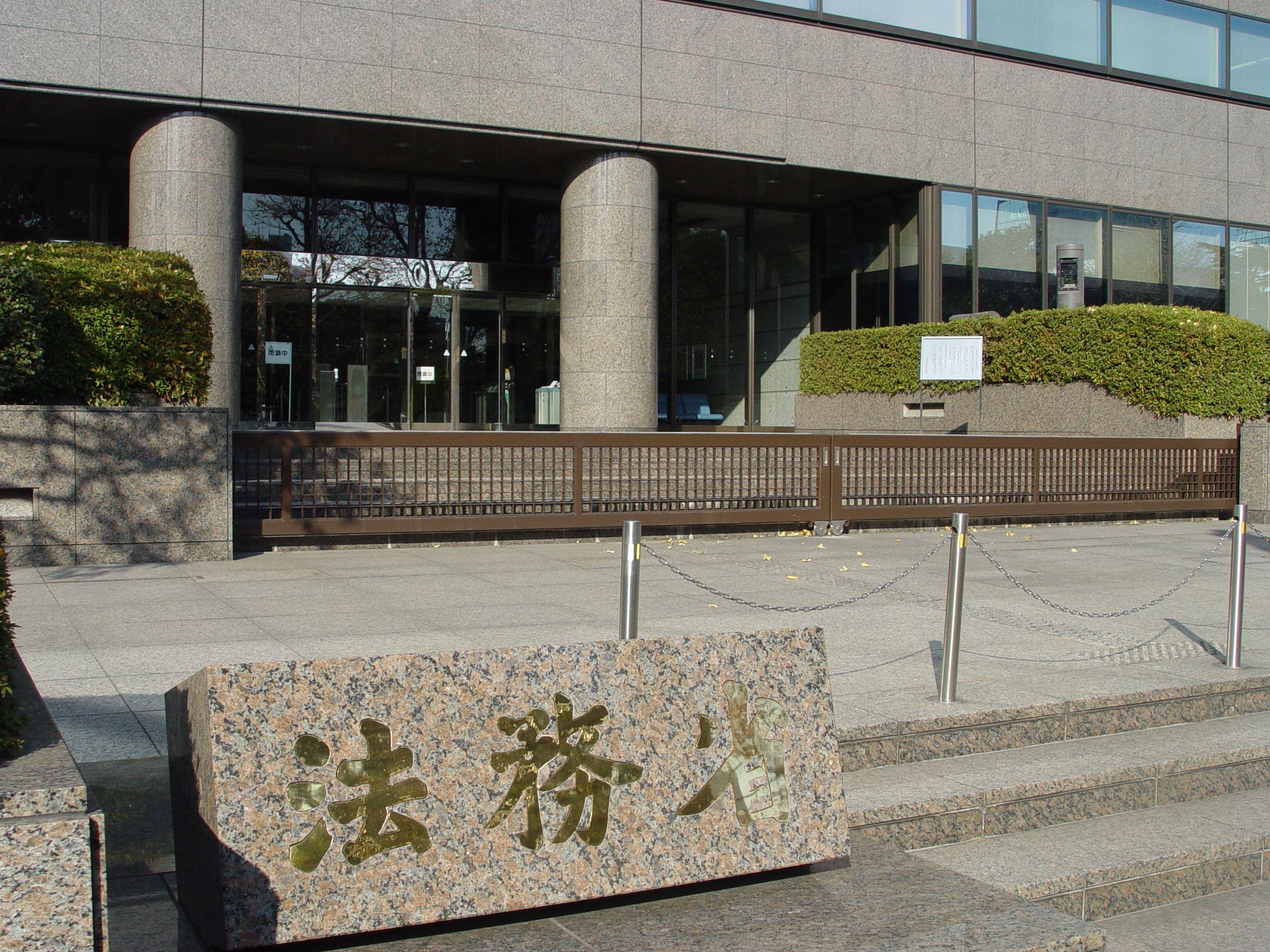
Gebäude 6A, Eingang Justizministerium

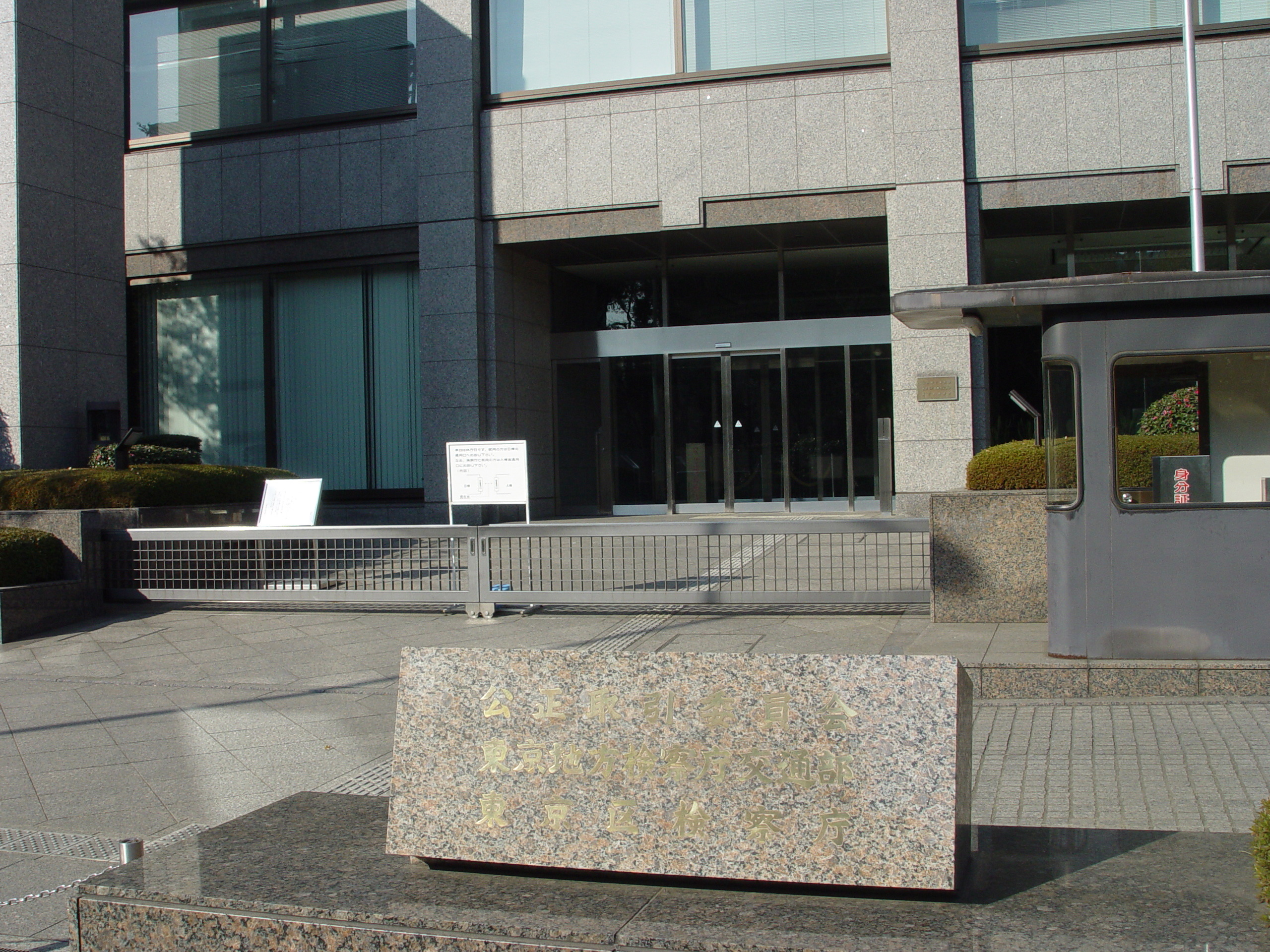
Gebäude 6B, Eingang

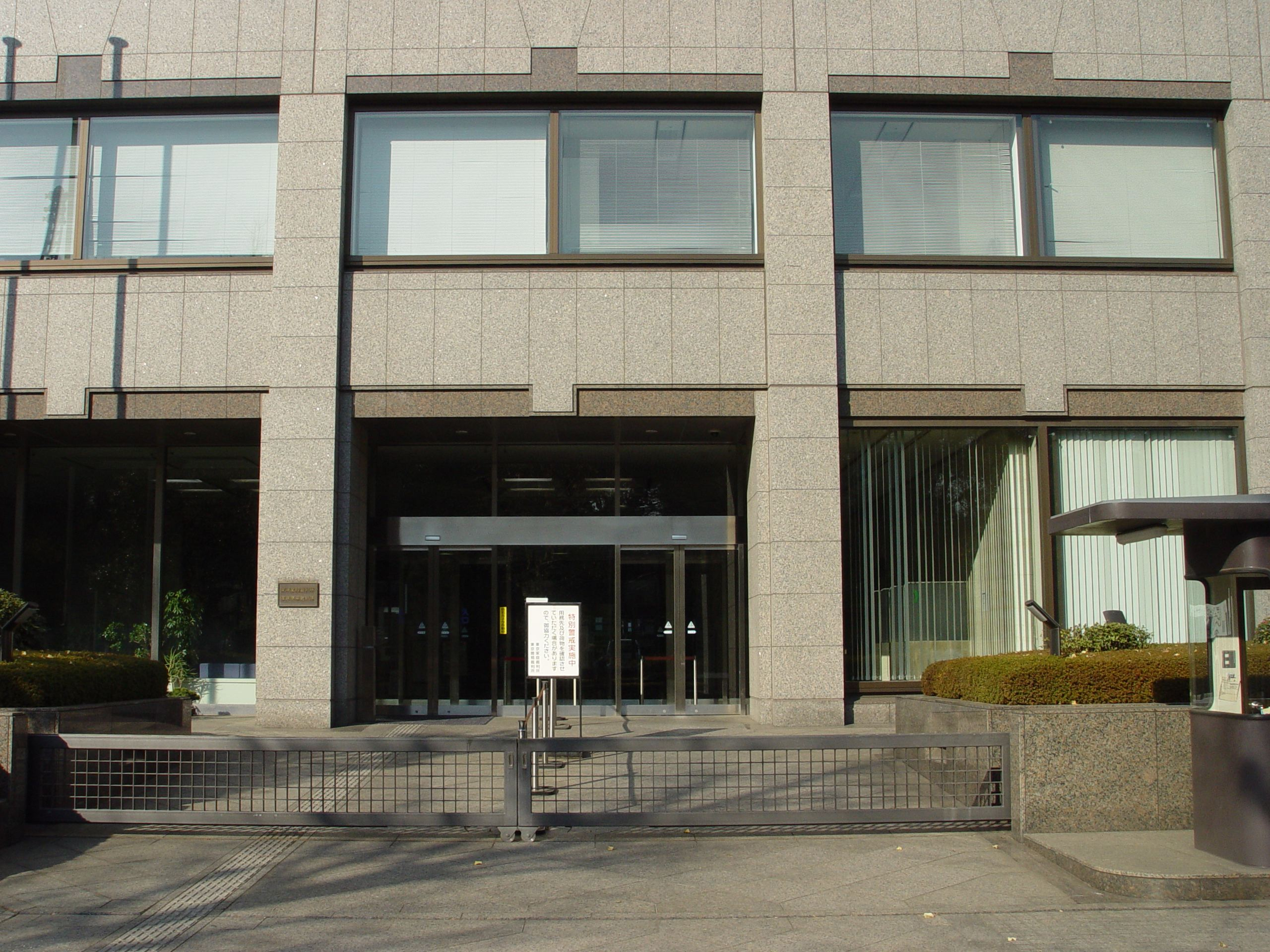
Gebäude 6C, Eingang

Gebäude 6 (中央合同庁舎第6号館, Chūō gōdō chōsha dai-6-gōkan) ist kein einzelnes Gebäude, sondern eine Gruppe von drei 85 m Hochhäusern.
Gebäude 6A (35° 40′ 33″ N, 139° 45′ 16,9″ O, Adresse: Kasumigaseki 1-1-1) wurde am 30. Juni 1990 fertiggestellt auf einer Fläche von 5.043 m² mit 21 über- und 4 unterirdischen Stockwerken mit einer Grundfläche von 126.171 m². Das Gebäude ist funktional getrennt in Justizministerium in der nördlichen Hälfte und Einrichtungen der Rechtspflege in der südlichen Hälfte.
Gebäude 6B (35° 40′ 30″ N, 139° 45′ 14,9″ O, Adresse: Kasumigaseki 1-1-1) und 6C (35° 40′ 29″ N, 139° 45′ 14,2″ O, Adresse: Kasumigaseki 1-1-2) entstanden 1994 auf der gegenüberliegenden Seite der südlich davon verlaufenden Straße. Beide sind miteinander verbunden und belegen eine Fläche von 3.024 m² mit je einem über- und unterirdischen Stockwerk weniger als 6A bei einer Grundfläche von 63.094 m².
Gebäude 6A beherbergt folgende Einrichtungen:
- Justizministerium
  - Public Security Intelligence Agency
- Generalstaatsanwaltschaft (最高検察庁, Saikō kensatsuchō),
- Oberstaatsanwaltschaft Tokio (東京地方検察庁, Tōkyō kōtō kensatsuchō),
- Bezirksstaatsanwaltschaft Tokio (東京地方検察庁, Tōkyō chihō kensatsuchō),
- Bewährungshilfestelle Tokio (東京保護観察所, Tōkyō hogo kansatsusho).

Gebäude 6B:
- Kartellamt,
- Bezirksstaatsanwaltschaft Tokio,
- Staatsanwaltschaft Tokio (東京区検察庁, Tōkyō-ku kensatsuchō),

sowie Gebäude 6C:
- Familiengericht Tokio (東京家庭裁判所, Tōkyō katei saibansho) und
- Amtsgericht Tokio (東京簡易裁判所, Tōkyō kan’i saibansho).

Westlich gegenüber von 6A befindet sich ein Roter-Backstein-Bau (赤れんが棟/赤煉瓦棟, aka-renga-tō) von 1895, der von den deutschen Architekten Hermann Ende und Wilhelm Böckmann entworfen wurde und in dem früher das Justizministerium saß. Es wurde 1994 zum Wichtigen Kulturgut ernannt und beherbergt heute das Forschungs- und Ausbildungsinstitut, die Bibliothek und das Museum des Justizministeriums.

## Gebäude 7

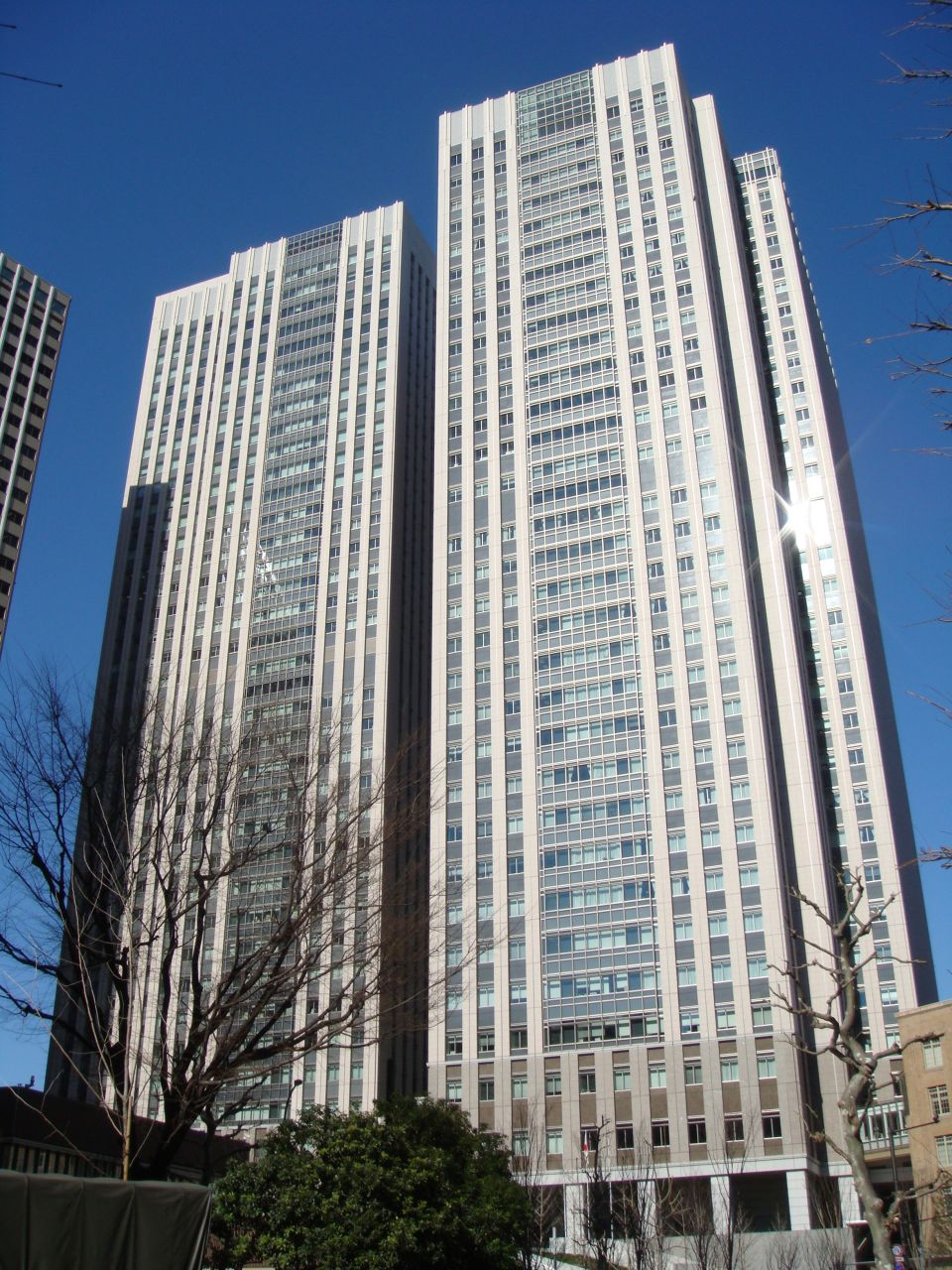
Gebäude 7

Gebäude 7 (中央合同庁舎第7号館, Chūō gōdō chōsha dai-7-gōkan) ist ein Ensemble aus zwei Hochhäusern, das 2007 errichtet wurde.
Das Ostgebäude (東館, tōkan; 35° 40′ 16,5″ N, 139° 44′ 55″ O, Adresse: Kasumigaseki 3-2-2), auch Kanchō-tō (官庁棟, „Gebäude der Behörden“) genannt, nimmt eine Fläche von 5.908 m² ein und besitzt 33 über- und 2 unterirdische Stockwerke mit einer Grundfläche von 135.243 m².
Das Westgebäude (西館, saikan; 35° 40′ 17,8″ N, 139° 44′ 53,2″ O, Adresse: Kasumigaseki 3-2-1), auch Kanmin-tō (官民棟, „Gebäude der Ämter und Bevölkerung“) genannt, nimmt eine Fläche von 4.061 m² ein und besitzt 38 über- und 3 unterirdische Stockwerke mit einer Grundfläche von 52.771 m².
Beide Gebäude werden auch privatwirtschaftlich genutzt, wobei der Gebäudekomplex in dieser Form dann Kasumigaseki Common Gate (霞が関コモンゲート, Kasumigaseki Komon Gēto) genannt wird.
Das Ostgebäude beherbergt:
- Kultus- und Wissenschaftsministerium,
- Rechnungshof,

und das Westgebäude:
- Behörde für Finanzdienstleistungen.

Umsäumt wird das Ostgebäude auf der Nord- und Ostseite vom 1933 errichteten alten Gebäude des Kultusministeriums in dem heute die Behörde für kulturelle Angelegenheiten sitzt.

## Gebäude 8

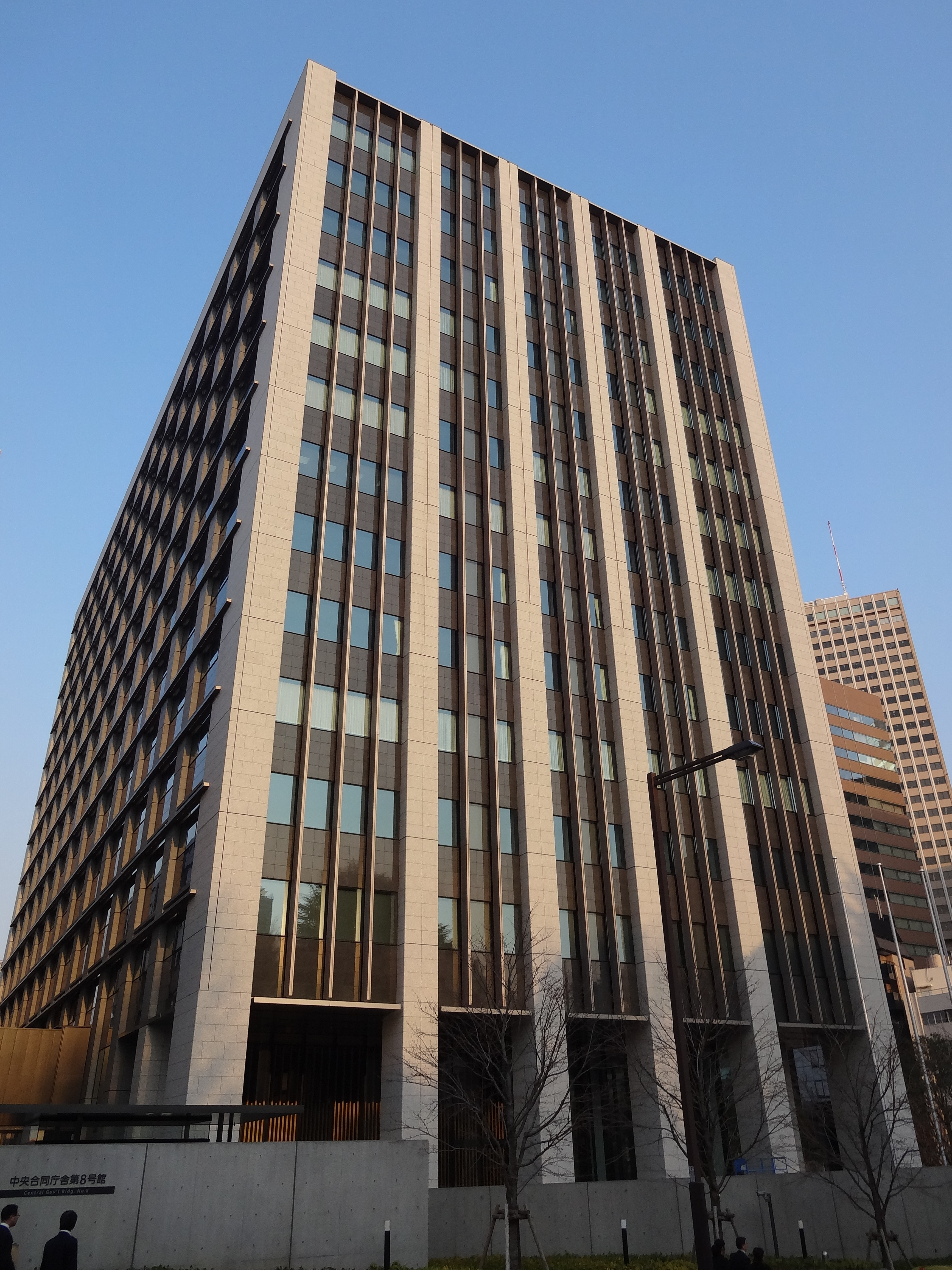
Gebäude 8

Gebäude 8 (中央合同庁舎第8号館, Chūō gōdō chōsha dai-8-gōkan, 35° 40′ 23,2″ N, 139° 44′ 45,4″ O) besitzt 14 oberirdische und 4 unterirdische Stockwerke mit einer Grundfläche von 47.032,6 m². Mit dem Bau wurde im Februar 2010 begonnen, ausgeführt durch das Unternehmen Shimizu Kensetsu, und im März 2014 fertiggestellt. Es besitzt mit Nagatachō 1-6-1 dieselbe Adresse wie das Kabinettsbüro.
Das Gebäude beherbergt die Abteilung für Allgemeine Angelegenheiten des Ministerialsekretariats und das Katastrophenschutzreferat des Kabinettsbüros.